# Công ước Quốc tế về Quyền của Người Khuyết tật
Công ước Quốc tế về các Quyền của Người Khuyết tật (tiếng Anh: Convention on the Rights of Persons with Disabilities) là một văn kiện nhân quyền quốc tế do Liên Hợp Quốc soạn nhằm mục đích bảo vệ các quyền và nhân phẩm của người khuyết tật. Các quốc gia tham gia Công ước phải đảm bảo quyền được thụ hưởng bình đẳng mọi dịch vụ công cộng của người khuyết tật.
Ngày 13 tháng 12 năm 2006, Đại Hội đồng Liên Hợp Quốc đã thông qua Công ước Quốc tế về các Quyền của Người Khuyết tật A/RES/61/106. Tính đến ngày 07 tháng 01 năm 2011, đã có 147 quốc gia ký và 97 nước phê chuẩn. Việt Nam là thành viên thứ 118 tham gia ký Công ước vào ngày 22 tháng 10 năm 2007. Ngày 30/7/2009, tại trụ sở Liên Hợp Quốc ở New York, đại diện Chính phủ Hoa Kỳ cũng đã ký công ước này. Đây là công ước quốc tế về nhân quyền đầu tiên mà Hoa Kỳ đã ký trong gần một thập kỷ qua.
Được xây dựng dựa trên khuôn khổ Tuyên ngôn Quốc tế Nhân quyền, Công ước Quốc tế về các Quyền của Người Khuyết tật đã có hiệu lực từ ngày 3 tháng 5 năm 2008 và lần đầu tiên, Công ước này đã thiết lập quyền của 650 triệu người khuyết tật trên toàn thế giới. Đây là hiệp ước đầu tiên mang lại vị thế và quyền hợp pháp nhìn nhận tình trạng khuyết tật như là một vấn đề về quyền con người. Công ước này còn có ý nghĩa đặc biệt khi thay đổi cách nhìn đối với tình trạng khuyết tật là một vấn đề xã hội chứ không phải là vấn đề y tế, và xác lập sự dịch chuyển từ phương thức tiếp cận theo hướng nhân đạo sang hướng nhân quyền.
Chịu trách nhiệm giám sát các quốc gia hội viên thực hiện Công ước là Ủy ban về các Quyền của Người Khuyết tật (Committe on the Rights of Persons with Disabilites).